# 44. Oscar-gála
Az 44. Oscar-gálát, a Filmakadémia díjátadóját 1972. április 10-én tartották meg. A megtépázott Oscar megmentésére a régi receptet vették elő, egy olyan embernek kell lennie a díszvendégnek akit mindenki tisztel a filmesek közül, és ez az ember a 73 éves Charles Chaplin volt. De Hollywood már örökre megváltozott, ismeretlen fiatal rendezők, színészek jelölték ki az új irányt. William Friedkin tévérendező fekete-fehér filmje a Francia kapcsolat hét Oscart nyert, Jeff Bridges  filmje, Az utolsó mozielőadás és Stanley Kubrick alkotása, a Mechanikus narancs egy-két éve még elképzelhetetlen lett volna a jelölt filmek között.

## Kategóriák és jelöltek
nyertesek félkövérrel jelölve

### Legjobb film
- Francia kapcsolat (The French Connection) – D'Antoni-Schine-Moore, 20th Century Fox – Philip D'Antoni
  - Cárok végnapjai (Nicholas and Alexandra) – Horizon, Columbia – Sam Spiegel
  - Hegedűs a háztetőn (Fiddler on the Roof) – Mirisch-Cartier, United Artists – Norman Jewison
  - Mechanikus narancs (A Clockwork Orange) – Haek Films, Warner Bros. – Stanley Kubrick
  - Az utolsó mozielőadás (The Last Picture Show) – BBS Productions, Columbia– Stephen J. Friedman

### Legjobb színész
- Gene Hackman  –  Francia kapcsolat
  - Peter Finch         –  Átkozott vasárnap
  - Walter Matthau      –  Kotcher nagypapa
  - George C. Scott     –  A kórház
  - Hajím Topól               –  Hegedűs a háztetőn (Fiddler on the Roof)

### Legjobb színésznő
- Jane Fonda  –  Klute
  - Julie Christie  –  McCabe & Mrs. Miller
  - Glenda Jackson  –  Vasárnap, átkozott vasárnap (Sunday Bloody Sunday)
  - Vanessa Redgrave  –  Mária, a skótok királynője (Mary, Queen of Scots)
  - Janet Suzman  –  Cárok végnapjai (Nicholas and Alexandra)

### Legjobb férfi mellékszereplő
- Ben Johnson  –  Az utolsó mozielőadás
  - Jeff Bridges  –  Az utolsó mozielőadás
  - Leonard Frey  –  Hegedűs a háztetőn (Fiddler on the Roof)
  - Richard Jaeckel  –  Sometimes a Great Notion
  - Roy Scheider  –  Francia kapcsolat

### Legjobb női mellékszereplő
- Cloris Leachman – Az utolsó mozielőadás
  - Ellen Burstyn – Az utolsó mozielőadás
  - Barbara Harris – Who Is Harry Kellerman and Why Is He Saying Those Terrible Things About Me?
  - Margaret Leighton – The Go-Between
  - Ann-Margret – Carnal Knowledge

### Legjobb rendező
- William Friedkin – Francia kapcsolat
  - Peter Bogdanovich – Az utolsó mozielőadás
  - Norman Jewison – Hegedűs a háztetőn (Fiddler on the Roof)
  - Stanley Kubrick – Mechanikus narancs
  - John Schlesinger – Sunday Bloody Sunday

### Legjobb eredeti történet
- The Hospital – Paddy Chayefsky
  - Vizsgálat egy minden gyanú felett álló polgár ügyében – Elio Petri, Ugo Pirro
  - Klute – Andy and Dave Lewis
  - Kamaszkorom legszebb nyara (Summer of '42) – Herman Raucher
  - Sunday Bloody Sunday – Penelope Gilliatt

### Legjobb adaptált forgatókönyv
- Francia kapcsolat – Ernest Tidyman forgatókönyve Robin Moore regénye alapján
  - Mechanikus narancs – Stanley Kubrick forgatókönyve Anthony Burgess regénye alapján
  - A megalkuvó – Bernardo Bertolucci forgatókönyve Alberto Moravia: ’’Il Conformista’’ című regénye alapján
  - Finzi Continiék kertje – Ugo Pirro, Vittorio Bonicelli forgatókönyve Giorgio Bassani: ’’Giardino dei Finzi-Contini’’ című regénye alapján
  - Az utolsó mozielőadás – Larry McMurtry Peter Bogdanovich forgatókönyve Larry McMurtry regénye alapján

### Legjobb operatőr
- Oswald Morris, Hegedűs a háztetőn (Fiddler on the Roof)
  - Owen Roizman, Francia kapcsolat
  - Robert Surtees, Az utolsó mozielőadás
  - Robert Surtees, Kamaszkorom legszebb nyara (Summer of '42)
  - Freddie Young, Cárok végnapjai (Nicholas and Alexandra)

### Látványtervezés és díszlet
- John Box, Ernest Archer, Jack Maxsted, Gil Parrondo, Vernon Dixon – Cárok végnapjai (Nicholas and Alexandra)
  - Boris Leven, William Tuntke, Ruby Levitt – Az Androméda-törzs
  - John B. Mansbridge, Peter Ellenshaw, Emile Kuri, Hal Gausman – Ágygömb és seprűnyél (Bedknobs and Broomsticks)
  - Robert F. Boyle, Michael Stringer, Peter Lamont – Hegedűs a háztetőn (Fiddler on the Roof)
  - Terence Marsh, Robert Cartwright, Peter Howitt – Mária, a skótok királynője (Mary, Queen of Scots)

### Legjobb vágás
- Francia kapcsolat – Gerald B. Greenberg
  - Az Androméda törzs – Stuart Gilmore, John W. Holmes
  - Mechanikus narancs – Bill Butler
  - Kotch – Ralph E. Winters
  - Summer of '42 – Folmar Blangsted

### Legjobb vizuális effektus
- Ágygömb és seprűnyél (Bedknobs and Broomsticks) – Alan Maley, Eustace Lycett és Danny Lee
  - When Dinosaurs Ruled the Earth – Jim Danforth és Roger Dicken

### Legjobb idegen nyelvű film
- Finzi-Continiék kertje (Il Giardino dei Finzi-Contini) (Olaszország) – CCC Filmkunst GmbH, Documento Films – Artur Brauner, Arthur Cohn, Gianni Hecht Lucari producerek – Vittorio De Sica rendező
  - Csajkovszkij (Csajkovszkij) (Szovjetunió) – Moszfilm – producer – Igor Talankin rendező
  - Dodeszukaden (どですかでん) (Japán) – Toho, Yonki no Kai – Icsikava Kon, Kinosita Keiszuke, Kobajasi Maszaki, Kuroszava Akira, Macue Jóicsi producer - Kuroszava Akira rendező
  - Azulai, a rendőr (השוטר אזולאי/The Policeman) (Izrael) – EFI Ltd., EPNI Films, Israel Motion Picture Studios – Efrájim Kishon, Itzik Kol producerek – Efrájim Kishon rendező
  - The Emigrants (Utvandrarna) (Svédország) – Svensk Filmindustri (SF) AB, Warner Bros. – Bengt Forslund producer – Jan Troell rendező

### Legjobb filmzene

#### Eredeti drámai filmzene
- Kamaszkorom legszebb nyara (Summer of '42) – Michel Legrand
  - Mária, a skótok királynője (Mary, Queen of Scots) – John Barry
  - Cárok végnapjai (Nicholas and Alexandra) – Richard Rodney Bennett
  - Shaft – Isaac Hayes
  - Szalmakutyák (Straw Dogs) – Jerry Fielding

#### Adaptáció és eredeti dalszerzés
- Hegedűs a háztetőn (Fiddler on the Roof) – adaptáció: John Williams
  - Ágygömb és seprűnyél (Bedknobs and Broomsticks) – adaptáció: Irwin Kostal; dalszerzés: Sherman fivérek: Robert B. és Richard M.
  - Twiggy, a sztár (The Boy Friend) – adaptáció: Peter Maxwell Davies és Peter Greenwell
  - Csajkovszkij – adaptáció: Dimitri Tiomkin
  - Willy Wonka és a csokigyár (Willy Wonka & the Chocolate Factory) – adaptáció: Walter Scharf; dalszerzés: Leslie Bricusse és Anthony Newley

## Statisztika

### Egynél több jelöléssel bíró filmek
- 7: Hegedűs a háztetőn (Fiddler on the Roof), A francia kapcsolat (The French Connection), Az utolsó mozielőadás  (The Last Picture Show)
- 6: Nicholas and Alexandra
- 5: Ágygömb és seprűnyél (Bedknobs and Broomsticks, és Mária, a skótok királynője (Mary, Queen of Scots)
- 4: A Clockwork Orange, Kotch, Summer of '42 and Sunday Bloody Sunday
- 2: The Andromeda Strain, The Garden of the Finzi-Continis, The Hospital, Klute, Sentinels of Silence, Shaft, Sometimes a Great Notion,, Tchaikovsky

### Egynél több díjjal bíró filmek
- 5: A francia kapcsolat (The French Connection)
- 2: Fiddler on the Roof, The Last Picture Show, Nicholas and Alexandra, Sentinels of Silence

## Külső hivatkozások
- Az 1972. év Oscar-díjasai az Internet Movie Database-ben